# 스패즘 밴드
스패즘 밴드(Spasm band)는 1870년대에 성행한 재즈 밴드이다. 빈 상자, 통, 카주 피리, 피리, 주전자 따위의 즉석 악기를 사용했으며, 흔히 연주하면서 거리를 행진하였다.
19세기 말 뉴올리언스 거리에서 결성되었다.